# Gymnanthes inopinata
Gymnanthes inopinata là một loài thực vật có hoa trong họ Đại kích. Loài này được (Prain) Esser mô tả khoa học đầu tiên năm 2001.